# Mister Spade
Pour les articles homonymes, voir Spade.
Production
Diffusion
Mister Spade (Monsieur Spade en VO) est une mini-série franco-américaine en 6 épisodes créée par Scott Frank et Tom Fontana et diffusée en 2024. Elle met en scène le personnage de Sam Spade créé par Dashiell Hammett, ici incarné par Clive Owen.
Aux États-Unis, elle est diffusée sur AMC à partir du 14 janvier 2024. Elle est diffusée en France sur Canal+ à partir du 26 février 2024.

## Synopsis
En 1955, le célèbre détective privé américain Sam Spade se rend à Bozouls dans l'Aveyron. Il vient y confier la jeune Teresa, fille de Brigid O'Shaughnessy, à sa grand-mère française. Après être tombé amoureux de Gabrielle, Sam est finalement resté sur place. Huit ans plus tard, en 1963, il est désormais veuf mais profite de sa retraite dans le sud de la France. Bien loin de ses années passées à enquêter à San Francisco, il mène une vie paisible et tranquille à Bozouls. C'est alors que des religieuses du couvent où étudie Teresa sont assassinées. Sam va alors à nouveau mener l'enquête, plus ou moins aidé par le chef de la police locale Patrice Michaud et par Marguerite Devereaux, la tenancière de cabaret. Sam reprend du service dans un pays encore marqué par l'Occupation et la guerre d'Algérie,.

## Distribution

### Principaux
- Clive Owen (VF : Lionel Tua) : Samuel « Sam » Spade
- Cara Bossom : Teresa
- Denis Ménochet (VF : lui-même) : Patrice Michaud, le chef de la police
- Louise Bourgoin (VF : elle-même) : Marguerite Devereaux
- Chiara Mastroianni (VF : elle-même) : Gabrielle
- Stanley Weber (VF : lui-même) : Jean-Pierre Devereaux
- Matthew Beard (VF : Antoine Schoumsky) : George Fitzsimmons
- Jonathan Zaccaï (VF : lui-même) : Philippe Saint-André
- Rebecca Root : Cynthia Fitzsimmons

### Secondaires
- Caroline Silhol : Audrey Saint-André
- Clotilde Mollet : Helena Thibaut
- Dean Winters (VF : Nicolas Marié) : le Père Morgan
- Vincent Nemeth : Docteur Pouchol

### Invités
- Alfre Woodard (VF : Maïk Darah) : Virginia Dell
- Jean-Pierre Lorit : Jacques Larvaron
- Alain Doutey : Denis Devereaux
- François Chattot : le vicaire général
- Hichem Yacoubi : l'imam
- Sofiane Belmouden (VF : lui-même) : M. Khan

## Épisodes
En 1963, loin de San Francisco, le détective américain Sam Spade s'est établi dans le Sud de la France, à Bozouls. Mais sa retraite calme ne va pas durer. La découverte des cadavres de six religieuses sauvagement assassinées au couvent local remet Spade au travail dans une affaire assez complexe.
Episode 2 - Saison 1
Bozouls est le théâtre d'une série de meurtres, avec des religieuses parmi les victimes. Ses habitants sont en émoi, et Teresa, la fille d'une ancienne amante de Sam Spade, semble détenir des informations. Spade décide d'enquêter et se retrouve sans le savoir dans la ligne de mire de nombreuses personnes.
Episode 3 - Saison 1
Sam Spade veut avoir des réponses concernant le mystérieux jeune garçon que tout le monde semble rechercher. De son côté, Samir cache le garçon, et personne ne sait quoi faire de son écriture incessante. Qu'est-ce que cela signifie ? Plus tard, Spade reçoit un appel de l'insaisissable Phillipe.
Episode 4 - Saison 1
Le détective Spade interroge l'intrus qui s'est introduit chez lui et comprend que des gens souhaitent toujours sa mort. Plus tard, un nouveau corps est découvert. Teresa se lance alors dans sa propre enquête pour tirer au clair le mystère de ses origines et de son père Philippe.
Episode 5 - Saison 1
Le détective Sam Spade obtient plus d'informations qu'escompté lorsqu'il interroge ses voisins excentriques, notamment sur les mystérieuses capacités du jeune garçon disparu. De son côté, Teresa poursuit seule son enquête et se rapproche de la vérité. Mais les choses restent toutefois encore complexes et les zones d'ombre n'ont pas encore été toutes découvertes...
Episode 6 - Saison 1
Alors que Spade découvre qui l'espionnait depuis le départ, Philippe Saint-André conclut un marché concernant le jeune garçon. L'accord dégénère et une mystérieuse inconnue arrive à Bozouls, révélant l'identité et les agendas de chacun.[réf. nécessaire]

## Production

### Genèse et développement
Mister Spade est une coproduction franco-américaine d'AMC et Canal+. Elle est créée par Scott Frank et Tom Fontana, qui officient également comme scénaristes et producteurs délégués. Scott Frank réalise par ailleurs les 6 épisodes.
Pour étoffer leur intrigue et décrire la France des années 1950-1960, les auteurs Tom Fontana et Scott Frank ont fait appel à Philippe Labro,.
Tom Fantana a choisi de situer l'intrigue à Bozouls sur la suggestion de son ami acteur et scénariste Richard Belzer.

### Tournage
Le tournage se déroule en France : dans le Gard (notamment à Sauve), dans l'Hérault (Pézenas, Pignan, les V Studios de Vendargues) ainsi qu'à Bozouls dans l'Aveyron,.

### Fiche technique
Sauf indication contraire, les informations mentionnées dans cette section peuvent être confirmées par la base de données cinématographiques IMDb,  présente dans la section « Liens externes ».
- Titre français : Mister Spade
- Titre original aux États-Unis : Monsieur Spade
- Création et scénario : Scott Frank et Tom Fontana, d'après le personnage de Sam Spade créé par Dashiell Hammett
- Musique : Carlos Rafael Rivera
- Photographie : David Ungaro
- Montage : François Gédigier
- Décors : Benoît Barouh
- Costumes : Pascaline Chavanne
- Producteurs délégués : Scott Frank, Tom Fontana, Clive Owen, Barry Levinson, Teddy Schwarzman, Michael Heimler, Caroline Benjo, Barbara Letellier, Simon Arnal, Carole Scotta, Carlo Martinelli et David Helpern
- Sociétés de production : Haut et Court TV, Flitcraft, The Levinson/Fontana Company et Black Bear Television

## Accueil
Sur le site d'agrégation de critiques Rotten Tomatoes, la série obtient 77 % d'avis favorables pour 26 critiques. Le consensus suivant résumé les avis collectés : « Attirant toute l'attention de la caméra au milieu de la campagne française, Clive Owen constitue un Sam Spade incroyablement escarpé alors même que la série qui l'entoure a du mal à être à la hauteur de sa lignée sacrée. » Sur le site Metacritic, qui utilise une moyenne pondérée, le film obtient la note de 70⁄100 pour 18 critiques.
Dans TV Magazine, Constance Jamet écrit une critique globalement positive : « Cette enquête, qui prend de nombreux détours, flirte avec une pointe de comédie policière à la Agatha Christie et s'aventure même de manière un peu plus bancale dans l'ésotérisme à travers un enfant prodige source de toutes les convoitises et superstitions. Ces embardées scénaristiques sont cependant canalisées par le charisme de Spade, qui va renaître au monde et se découvrir une fibre presque paternelle pour Teresa. Même un peu déconstruite, sa trajectoire ne manque pas de classe. »